# Lars-Henrik Olsen
Lars-Henrik Olsen (* 30. Juli 1946 in Kopenhagen) ist ein dänischer Schriftsteller und Zoologe.

## Werke
- Ulvene (1976)
- Trilogie Som landet lå (Kopenhagen 1993), Skjult i skoven und  Ravnens skrig.
- Erik Menneskesøn
- Kampen om sværdet
- Kvasers blod
- Gudernes skæbne

## Auszeichnungen
- 1980 Kinderbuchpreis des Kulturministeriums für „Ræven i skoven“
- 1981 „Preis der Leserratten“ für „Das Jahr des Bibers“ („Bæverne“),
- 1983 Dansk Forfatterforenings Populærvidenskabelige Pris
- 1989 Danmarks Skolebibliotekarforenings Børnebogspris